# 聖薩爾多戰爭
聖薩爾多戰爭（法語：Guerre de Saint-Sardos）發生於1324年7月1日至9月22日，瓦盧瓦伯爵查理帶領的法國軍隊迅速的橫掃了金雀花王朝在法國僅剩下的領地，英格蘭人因準備不及損失慘重。
這場戰爭間接導致了愛德華二世被推翻，也可以看做百年戰爭的開端之一。